# Al-Hurriyya
al-Hurriyya (arabisch الحرية, DMG al-Ḥurriyya ‚Die Freiheit‘, oft auch Al Horiya) ist ein syrischer Sportverein aus der Stadt Aleppo, der vor allem für die Fußballabteilung bekannt ist. Aktuell spielt der Verein in der ersten syrischen Liga
al-Hurriyya wurde 1952 unter dem Namen Al Arabi Sport Club gegründet. Am 10. August 1972 wurde der Verein in al-Hurriyya (Al Horiya Sport Club) umbenannt.
Die Heimspiele werden im al-Hamdaniyya-Stadion ausgetragen, das knapp 40.000 Plätze hat. Ab und zu spielt der Verein im neuen Aleppiner internationalen Stadion (Kapazität: ca. 75.000 Plätze). Dieses Stadion wurde am 3. April 2007 in einem Freundschaftsspiel zwischen al-Ittihad und Fenerbahçe Istanbul eröffnet.
Die Vereinsfarben sind Grün und Weiß.
Der Verein hat neben Fußball auch andere Sektionen, beispielsweise eine Damen-Basketballsektion.

## Erfolge
- Syrischer Meister: 1992, 1994
- Syrischer Pokalsieger: 1992